# Ратиња
Ратиња (рус. Ратыня) река је која протиче преко територије Сандовског рејона Тверске области, на северозападу европског дела Руске Федерације. Десна је притока реке Мологе у коју се улива у близини села Тјухтово, и део је басена реке Волге и Каспијског језера.
Извире код села Кстинкино, на крајњем западу Сандовског рејона, на око 5 km северно од варошице Сандово. 
Дужина водотока је 69 km, а укупна површина сливног подручја 655 km².
Њене најважније притоке су Орудовка, Биковка, Малина и Саванка.